# Mystus punctifer
Mystus punctifer és una espècie de peix de la família dels bàgrids i de l'ordre dels siluriformes.

## Distribució geogràfica
Es troba a Indonèsia.